# Valor (computação)
Em ciência da computação, um valor é uma seqüência de bits, que é interpretada de acordo com alguns tipo de dados. É possível que a mesma seqüência de bits tenha valores diferentes, dependendo do tipo usado para interpretar o seu significado. Por exemplo, o valor poderia ser um número inteiro ou um valor de ponto flutuante, ou string. O valor de uma variável é o conteúdo das células de memória associadas a esta variável.
Alguns tipos de valor são comuns à maioria das linguagens de programação (por exemplo, vários tipos de representações de números), enquanto outros são menos comumente suportados (por exemplo, Pascal suporta o tipo conjunto potência set) .